# Playa Brava (Chile)

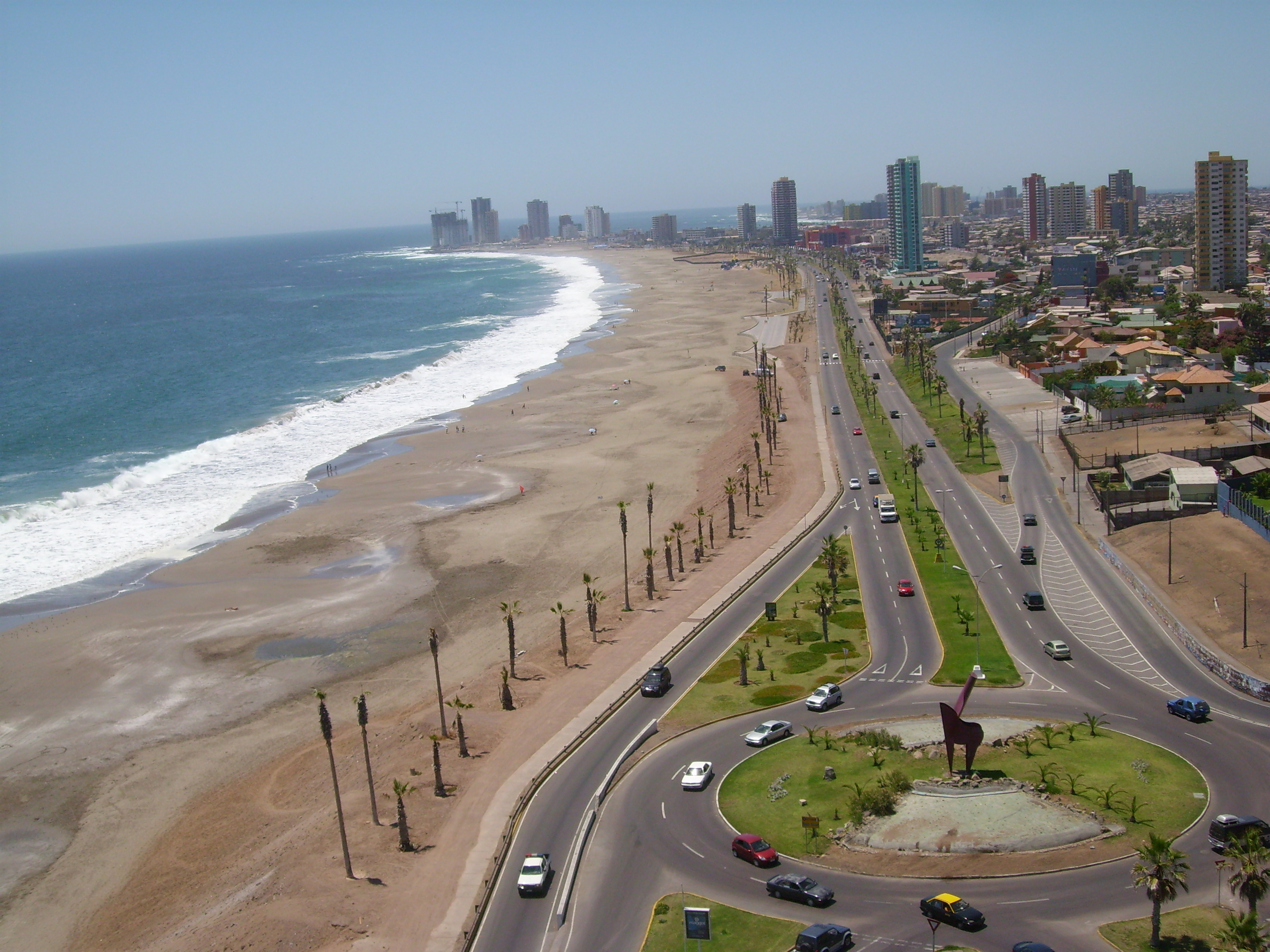
Playa Brava a orillas del océano Pacífico.

La playa Brava es una playa del océano Pacífico ubicada en la Región de Tarapacá, Chile. Se encuentra en el sector sur de Iquique entre Playa Huayquique y Playa Cavancha.
Esta playa ocupa una gran parte de la Costa de Iquique y no es apta para el baño ya que posee un fuerte oleaje. Aquí se pueden ver los mejores atardeceres de verano y es un excelente lugar para aquellos que gustan de descansar, observar y disfrutar de la naturaleza. Fácilmente se puede llegar por la avenida Costanera.
Actualmente hay un proyecto que indica que posiblemente para el 2015 sean construidos rompeolas, para así aprovechar este gran espacio y a la vez sea apto para el baño.
- Datos: Q9060602